# ASTERIA
ASTERIA Warp（アステリアワープ）はアステリア 株式会社が開発し販売している、データ連携（EAI・ESB）用の、「ノーコード」と称するグラフィカルなプログラミングなどを特徴とするソフトウェアパッケージ。国内の大企業、中堅企業を中心に1万社以上(2023年8月1日現在)以上で採用されている。

## 特徴
- グラフィカルなプログラミングにより[1]、既存の、あるいは新規に設計したデータベース、ファイルシステム、各種業務システム、各種クラウドサービスを簡単に接続、連携することができる。また、豊富な接続アダプターも提供している。
- 業務自動化（RPA）、データ連携基盤（EAI）、クラウド連携、データ統合基盤（ETL）、高速開発/内製化、マスターデータ管理（MDM）など、幅広い利用用途が可能。
- 国産：日本国内で開発・販売されている。

## 沿革
・2000年10月　「Asteria for RosettaNet」を発表（2001年1月発売）。
・2002年6月　「ノーコード」をコンセプトとした汎用データ連携パッケージソフト「ASTERIA R2」を出荷開始。
・2003年10月　「ノーコード」のコンセプト進化させた汎用データ連携パッケージソフト「ASTERIA 3」を出荷開始。
・2006年10月　Microsoft Biztalkを抜いて国内EAIシェアNo.1となる。
・2007年1月　ASTERIAシリーズ第4世代にあたる「ASTERIA ARMS」「ASTERIA WARP」「ASTERIA WARP Lite」を出荷開始。
・2007年11月　セキュアなファイル転送サービス「ASTERIA DataCaster」を出荷開始。
・2008年1月　クラウド型データ連携サービス「ASTERIA On Demand」を提供開始。
・2008年3月　マスターデータ管理ミドルウェア「ASTERIA MDM One」を発売。
・2015年5月 「ASTERIA Warp」の導入企業数が5,000社を突破。
・2016年8月 「ASTERIA Warp」EAI/ESB製品の国内市場シェアで10年連続第1位に（※）
※：テクノ・システム・リサーチ「2016年ソフトウェアマーケティング総覧EAI/ESB 市場編」より
・2016年10月ASTERIA Warpのサブスクリプション版「ASTERIA Warp Core」を提供開始。
・2022年6月「ASTERIA Warp」が発売から20周年。日本記念日協会が6月25日は「ノーコード開発の日」と登録認定。
・2023年8月 「ASTERIA Warp」の導入企業数が10,000社を突破。
・2023年10月 「Handbook/Handbook X」がMCM市場の3つのカテゴリでNo.1を獲得。
「ASTERIA Warp」EAI/ESB製品の国内市場シェア（出荷数量ベース）で17年連続第1位に（※）
※：テクノ・システム・リサーチ「2023年 ソフトウェアマーケティング総覧 EAI/ESB市場編」による

## 接続アダプター
ASTERIA Warpは豊富な接続先を提供しており簡単・柔軟な連携が手軽に始められる。
また「アダプター開発プログラム」により様々なデータベースやクラウドサービスとの連携アダプターを次々に開発している。

## 名前の由来
ASTERIA（アステリア）はギリシャ語の（Ἀστερία）「星座」の意味であり、「システム一つ一つを星に見立てて、それらを繋ぐことで新しい形、新しい価値を創りだすことを願ってつけた」という。

## 文献
- 『ASTERIA Warp基礎と実践』 ISBN 4844396056
- 『ASTERIA 実践ガイド -マウスで楽々プログラミング』ISBN 4798108308